# Kościół Trójcy Przenajświętszej w Innsbrucku
Kościół Trójcy Przenajświętszej (kościół Uniwersytecki lub kościół Jezuitów) – rzymskokatolicka świątynia uniwersytecka w Innsbrucku, należąca do zakonu Jezuitów. Jeden z głównych zabytków miasta.
Kościół został wybudowany w latach 1568-1571 w stylu barokowym.
W jednej z wież kościoła znajduje się dzwon Schützenglocke, jeden z największych dzwonów Austrii, odlany przez odlewnię Grassmayr. Waży on 9200 kg i posiada ton e°.